# Wie Wir Waren
Wie Wir Waren é o décimo segundo single da banda alemã Unheilig. Lançado em 31 de agosto de 2012, a faixa é integrante do terceiro do álbum "Lichter der Stadt". 

## Videoclipe
O videoclipe mostra um grupo de crianças que sempre andam juntos brincando, e no fim uma das crianças acaba tendo que partir mas ele deixa tudo para trás e se reúne aos amigos e vão embora. Enquanto a história acontece, Der Graf e Bourani caminham enquanto cantam a canção e no final os dois se encontram num cruzamento e seguem pelo mesmo caminho juntos.

## Lista de Faixas
| N.º | Título                                             | Duração |  |
| 1.  | "Wie Wir Waren" (participação de Andreas Bourani)) | 3:33    |  |
| 2.  | "Lichter der Stadt" (Ao Vivo em NRW Lokalradios)   | 4:19    |  |

## Posição nas paradas
| Paradas  | Posição |
| -------- | ------- |
| Alemanha | 32      |
| Áustria  | 60      |

## Créditos
- Der Graf - Vocais/Composição/Letras/Produção
- Andreas Bourani - Letras (Faixa 1)
- Henning Verlage - Teclados/Programação/Produção
- Christopher "Licky" Termühlen - Guitarra
- Martin "Potti" Potthoff - Bateria/Percussão
- Roland Spremberg - Produção/Composição (Faixa 2)